# Pustovlah
Pustovlah (cyr. Пустовлах) – wieś w Serbii, w okręgu raskim, w mieście Novi Pazar. W 2011 roku liczyła 6 mieszkańców.